# 샤위 (홍콩의 배우)
샤위(夏雨, 하우, 본명은 황청즈(黃成志, 황성지), 아명(兒名)은 황번위(黃本雨, 황본우), 황청(黃成, 황성), 1943년 6월 14일 ~ )는 중화인민공화국 홍콩 특별행정구의 남성 연극배우, 영화배우, 영화감독, 영화 조감독, 텔레비전 연기자, 가수이다.

## 생애
그는 중화민국 광둥성 광저우에서 출생하여 지난날 한때 일가족과 함께 중화인민공화국 광둥성 장먼 시 신후이 구에서 잠시 유아기를 보낸 적이 있는 그는 1950년 2월에 일가족과 함께 홍콩으로 이주하였으며 1966년 홍콩에서 연극배우로 첫 데뷔하였고 1973년부터는 텔레비전 드라마에도 출연하기 시작하였으며 1974년 영화 《천천보희(天天報喜)》의 주연으로 영화배우 데뷔하였다. 1976년에는 음반을 발표하여 가수로도 데뷔하였다. 1977년에는 영화 《출술(出術)》에 주연하였으며 이 영화로 영화감독 데뷔하였고 1990년 영화 《쇠귀효장각(衰鬼撬牆腳)》으로 영화 조감독 데뷔하였다.

## 같이 보기
- 웨화
- 류단
- 류장
- 뤄러린
- 친페이
- 장다웨이
- 톈니
- 얼퉁성
- 톈뉴
- 류카이웨이